# Carona (Tessino)
Carona é uma comuna da Suíça, no Cantão Tessino, com cerca de 697 habitantes. Estende-se por uma área de 4,8 km², de densidade populacional de 145 hab/km². Confina com as seguintes comunas: Barbengo, Carabbia, Lugano, Melide, Morcote, Vico Morcote.
A língua oficial nesta comuna é o italiano.